# Tomopteris australiensis
Tomopteris australiensis är en ringmaskart som beskrevs av Augener 1927. Tomopteris australiensis ingår i släktet Tomopteris och familjen Tomopteridae. Inga underarter finns listade i Catalogue of Life.